# James Buffinton

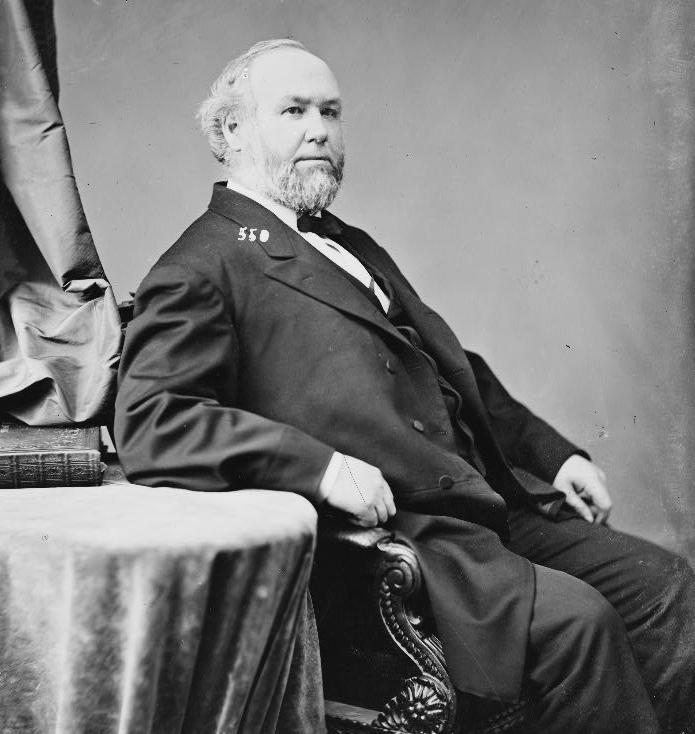
James Buffinton

James Buffinton (* 16. März 1817 in Fall River, Massachusetts; † 7. März 1875 ebenda) war ein US-amerikanischer Politiker. Zwischen 1855 und 1875 vertrat er zweimal den Bundesstaat Massachusetts im US-Repräsentantenhaus.

## Werdegang
James Buffinton besuchte die öffentlichen Schulen seiner Heimat und das Friends College in Providence (Rhode Island). Er studierte Medizin, ohne jedoch jemals als Mediziner zu arbeiten. In den folgenden Jahren war er in seinem Heimatort Fall River im Handel tätig. In den Jahren 1854 und 1855 amtierte er dort auch als Bürgermeister. Er wurde zunächst Mitglied der American Party und dann der 1854 gegründeten Republikanischen Partei.
Bei den Kongresswahlen des Jahres 1854 wurde Buffinton im zweiten Wahlbezirk von Massachusetts in das US-Repräsentantenhaus in Washington, D.C. gewählt, wo er am 4. März 1855 die Nachfolge von Samuel L. Crocker antrat. Nach drei Wiederwahlen konnte er bis zum 3. März 1863 vier Legislaturperioden im Kongress absolvieren. Diese waren zunächst bis 1861 von den Ereignissen im Vorfeld des Bürgerkrieges und dann vom Krieg selbst geprägt. Von 1861 bis 1863 war Buffinton Vorsitzender des Committee on Accounts und des Militärausschusses.
Im Jahr 1862 verzichtete James Buffinton auf eine weitere Kandidatur. Zwischen 1867 und 1869 leitete er die Bundesfinanzbehörde für den Staat Massachusetts. Bei den Wahlen des Jahres 1868 wurde er im ersten Distrikt seines Staates erneut in den Kongress gewählt, wo er am 4. März 1869 Thomas D. Eliot ablöste. Nach drei Wiederwahlen konnte er dieses Mandat bis zu seinem Tod am 7. März 1875 ausüben. Seit 1871 leitete er erneut das Committee on Accounts.